# Морські водорості

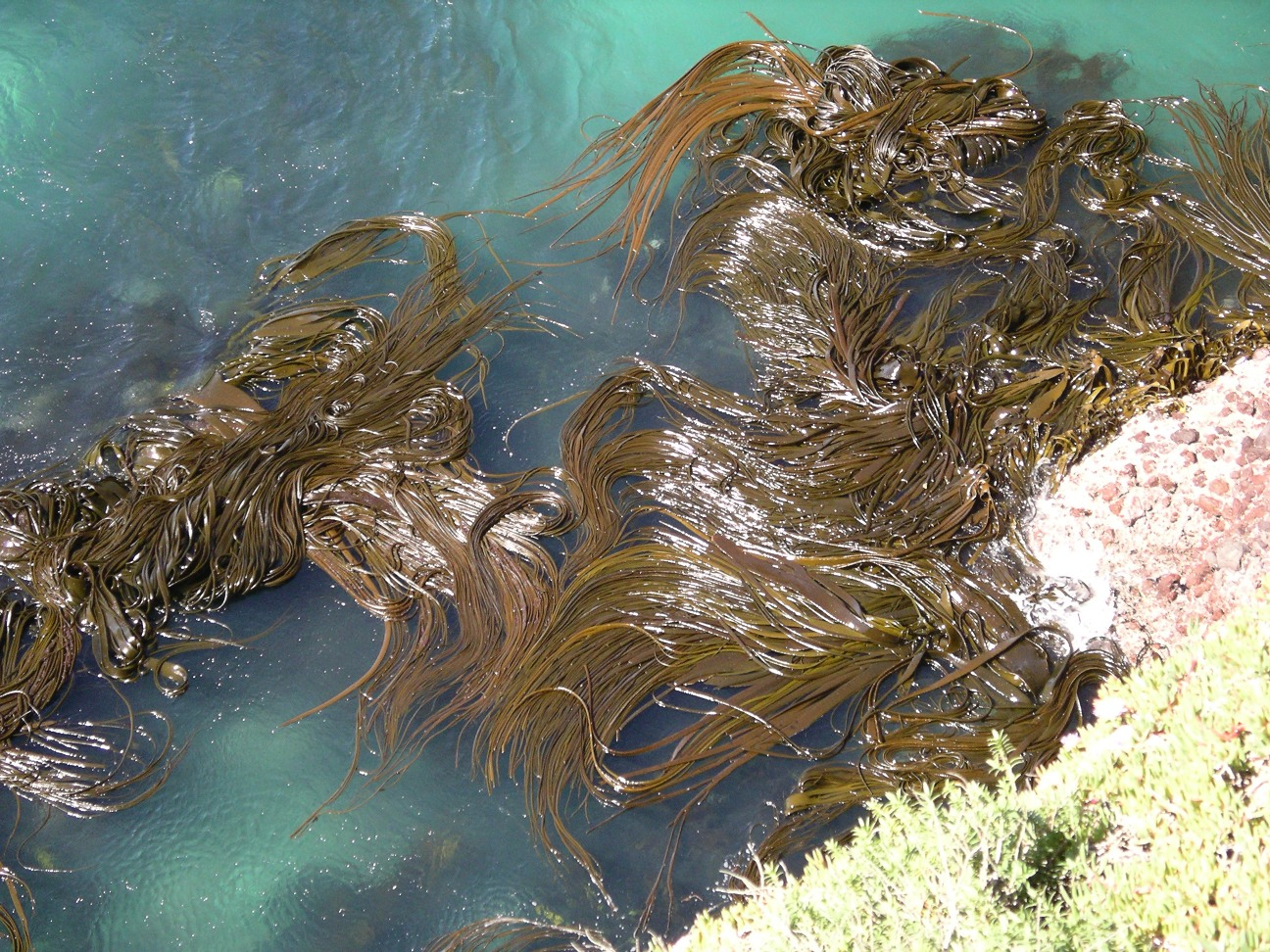
Верхня частина лісу водоростей в Отаго, Нова Зеландія.

Морські водорості — строго не визначений, розмовний термін, що охоплює макроскопічні, багатоклітинні, донні морські водорості. Цей термін включає деяких членів червоних, бурих і зелених водоростей. Морські водорості можна також класифікувати за застосуванням (продукти харчування, медикаменти, добрива, промислова сировина та ін.).

## Таксономія
Морські водорості відносяться до царства найпростіших і можуть належати до однієї з кількох груп багатоклітинних водоростей: червоні водорості, зелені водорості або бурі водорості. Оскільки ці три групи не можуть мати загального багатоклітинного предка, морські водорості є поліфілійною групою. Крім того, деяка група синьозелених водоростей (ціанобактерії) іноді теж розглядаються як морські водорості, тому «морські водорості» є розмовним терміном і не має формального визначення.

## Структура

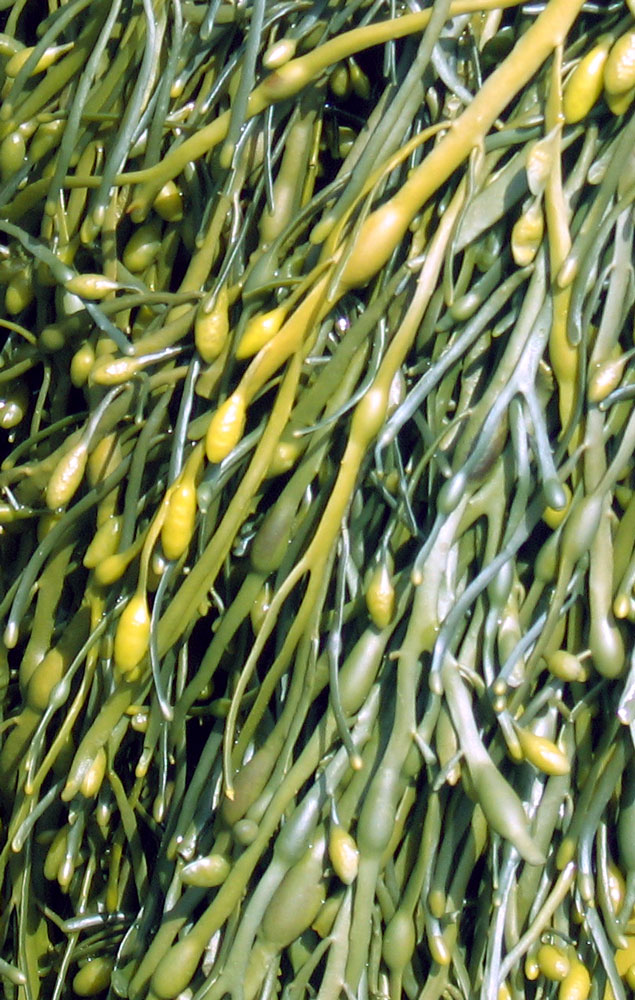
Сушка водоростей на сонці. Аськофіллум вузлуватий (Ascophyllum nodosum) в Новій Шотландії, Канада

Зовні морські водорості нагадують недеревні наземні рослини. Вони складаються з:
- слань: тіло водорості.
  - пластинка: плоскі структури, схожі на листя.
    - сорус: група спор.
    - у роду фукус повітряні бульбашки на листовій пластинці: орган, що допомагає в плаванні.
    - у роду келп поплавці між пластинкою і стволиком: орган, що допомагає в плаванні.

  - стовбур: стеблеподібна структура (може бути відсутньою).
  - захват: спеціальні базальні структури, що забезпечує прив'язку до поверхні, часто до скелі або до іншої водорості.
  - причіпка: пальцеподібне розширення захвату для прив'язки до донних відкладень.

Стволик і листова пластинка разом відомі як вайя.

## Екологія
Відносно екології у морських водоростей домінують дві загальних вимоги до навколишнього середовища — присутність морської води (або принаймні солонуватої води) та наявність достатньої кількості світла для здійснення фотосинтезу. Іншою вимогою є наявність міцної прив'язки. В результаті морські водорості найчастіше населяють прибережні зони, а в межах цієї зони частіше зустрічаються на скелястих берегах, ніж на піску або гальці. Морські водорості займають широкий спектр екологічних ніш. Найбільшими висотами їх проживання є тільки ледве змочені бризками морської води вершини, найнижчі сягають кілька метрів у глибину. У деяких районах прибережні морські водорості можуть уходити на кілька миль в море. Обмежувальним фактором в таких випадках є відсутність сонячних променів. Найглибоководнішими живими морськими водоростями є кілька видів червоних водоростей.
Багато видів, як, наприклад, водорості Саргасум, пристосувалися до повністю планктонної ніші і стали вільно плаваючими, залежачи від газових мішків для підтримки прийнятної глибини. Інші пристосувалися жити в припливних басейнах скель. У цьому середовищі проживання морські водорості повинні витримувати швидко мінливу температуру, солоність, та навіть випадки висушування.